# Резидентна програма
Резидентна програма (або TSR-програма, від англ. Terminate and Stay Resident — «завершитися і залишитися резидентною») — програма в операційній системі MS-DOS, яка повернула управління оболонці операційної системи (command.com), або надбудові над операційною системою (Norton Commander тощо), але залишилася в оперативній пам'яті. Резидентна програма активізується щоразу при виникненні переривання, вектор якого ця програма змінила на адресу однієї зі своїх процедур.
При роботі з MS-DOS резидентні програми широко використовувалися для досягнення різних цілей (наприклад, русифікатори клавіатури, програми доступу до локальної мережі, менеджери відкладеного друку, віруси тощо).
За способом ініціалізації і виклику операційною системою резидентні програми необхідно відрізняти від «справжніх» драйверів MS-DOS, вбудовуваних в ядро операційної системи.
Специфіка резидентної програми полягає в тому, що вона завантажується як звичайна програма, а доступна як частина ядра ОС — через переривання.
Застосування цього терміна щодо багатозадачних ОС є некоректним.